# Dukunanyar
Dukunanyar is een bestuurslaag in het regentschap Gresik van de provincie Oost-Java, Indonesië. Dukunanyar telt 1261 inwoners (volkstelling 2010).